# Брикі (Високомазовецький повіт)
Брикі (пол. Bryki) — село в Польщі, у гміні Високе-Мазовецьке Високомазовецького повіту Підляського воєводства.
Населення — 223 особи (2011).
У 1975-1998 роках село належало до Ломжинського воєводства.

## Демографія
Демографічна структура станом на 31 березня 2011 року:
|          | Загалом | Допрацездатний вік | Працездатний вік | Постпрацездатний вік |
| -------- | ------- | ------------------ | ---------------- | -------------------- |
| Чоловіки | 116     | 19                 | 78               | 19                   |
| Жінки    | 107     | 23                 | 56               | 28                   |
| Разом    | 223     | 42                 | 134              | 47                   |